# Криворожский скоростной трамвай
Криворо́жский скоростно́й трамва́й (укр. Криворізький швидкісний трамвай) — система метротрамвая, расположенная в городе Кривой Рог, Украина.
Несмотря на официальное название, будучи внеуличным транспортом, соответствует критериям метрополитена.

## История
Проект Криворожского скоростного трамвая разработан в 1972 году Харьковским институтом «УкркоммунНИИпроект», Минжилкоммунхозом УССР и Харьковметропроектом Минстроя УССР. В июне 1974 года, началось строительство рельсовой системы, в котором принимали участие около 40 организаций со всего СССР.
Скоростной трамвай открыли 26 декабря 1986 года. Первая очередь — протяжённостью 7,7 км от завода горного оборудования (КЦРЗ) (станция «Площадь Труда») до железнодорожной станции Мудрёная (станция «Дзержинская» (ныне «Мудрёная»)) — состояла из четырёх станций: «Площадь Труда», «Октябрьская» (с 2016 года — «Солнечная»), «Площадь Артёма» (нынешняя «Вечерний бульвар»), «Дзержинская» («Мудрёная»). Пассажиров обслуживали 7 поездов. Возле станции «Площадь Труда» находится депо скоростного трамвая. На станции «Мудрёная» расположено кольцо, до пуска второй очереди пассажиры выходили перед стрелкой на кольцо, а садились — после проезда стрелки.
Вторая очередь пущена с запозданием из-за частых затоплений грунтовыми водами. Сначала пустили челнок до станции «Дом Советов» (ныне «Городской совет»). На подземном перегоне туннели меняются местами, так как станция односводчатая с одной платформой по центру. 2 мая 1989 года была открыта вторая очередь, что дало возможность запустить полноценное движение на участке от станции «Площадь Труда» до станции «Кольцевая». Протяжённость первой и второй очередей составила 12,2 км, из них 5,3 км тоннели глубиной от 6 до 22 метров. Трамвай преодолевает этот участок за 20 минут. Также в первой очереди три подземных станции «Проспект Металлургов» и «Дом Советов» — односводчатые, «Вечерний бульвар» — колонная, с боковыми платформами, две станции крытые наземные «Мудрёная» и «Солнечная», правда, последняя, скорее, надземная, и две наземные «Кольцевая» и «Площадь Труда» представляющие собой разворотные кольца, на которых расположены платформы на высадку и крытые платформы на посадку. Между станциями «Дом Советов» и «Проспект Металлургов» есть служебная остановка, где расположены насосы и другие агрегаты для защиты туннеля от грунтовых вод; есть возможность перехода во встречный туннель или выхода на поверхность возле бывшего «Дзержинского» универмага (ныне — ТЦ «Фокстрот-маркет») на Соцгороде. Трамваи на ней не останавливаются, но сбавляют скорость до 10-15 км/ч.
В 1992 году началось строительство третьей очереди, которая дала продолжение линии в северном направлении. Новая линия официально открыта 26 октября 1999 года президентом Украины Леонидом Кучмой. На новом участке из четырёх станций работали только две: «Заречная» и «Индустриальная», а две промежуточные были ещё в стадии строительства; а также проведена реконструкция станции «Площадь Труда».

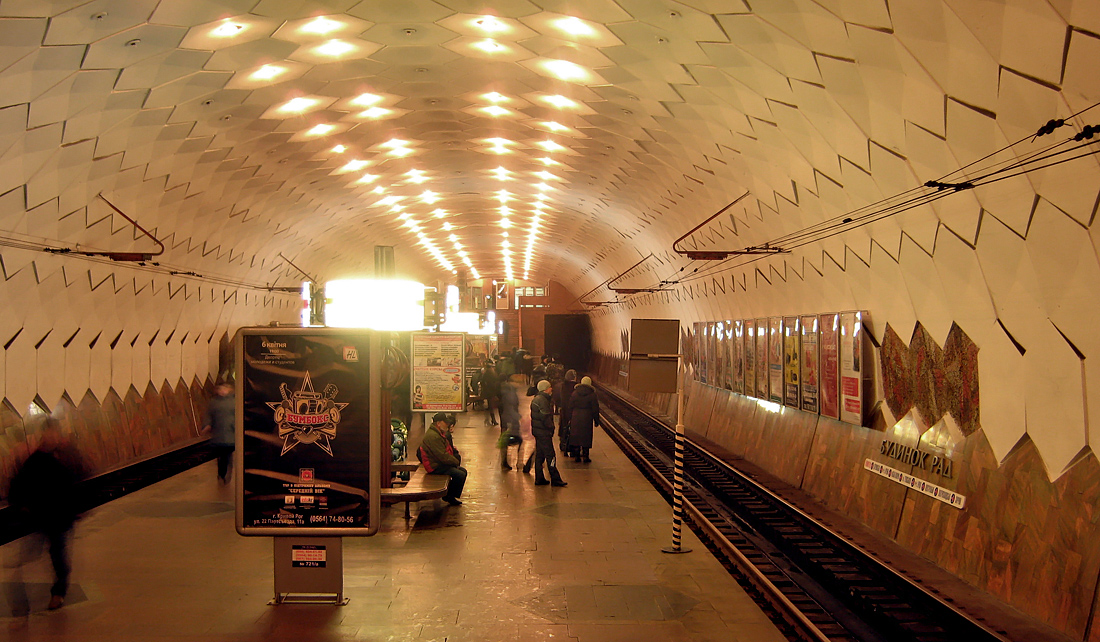
Станция «Городской совет»

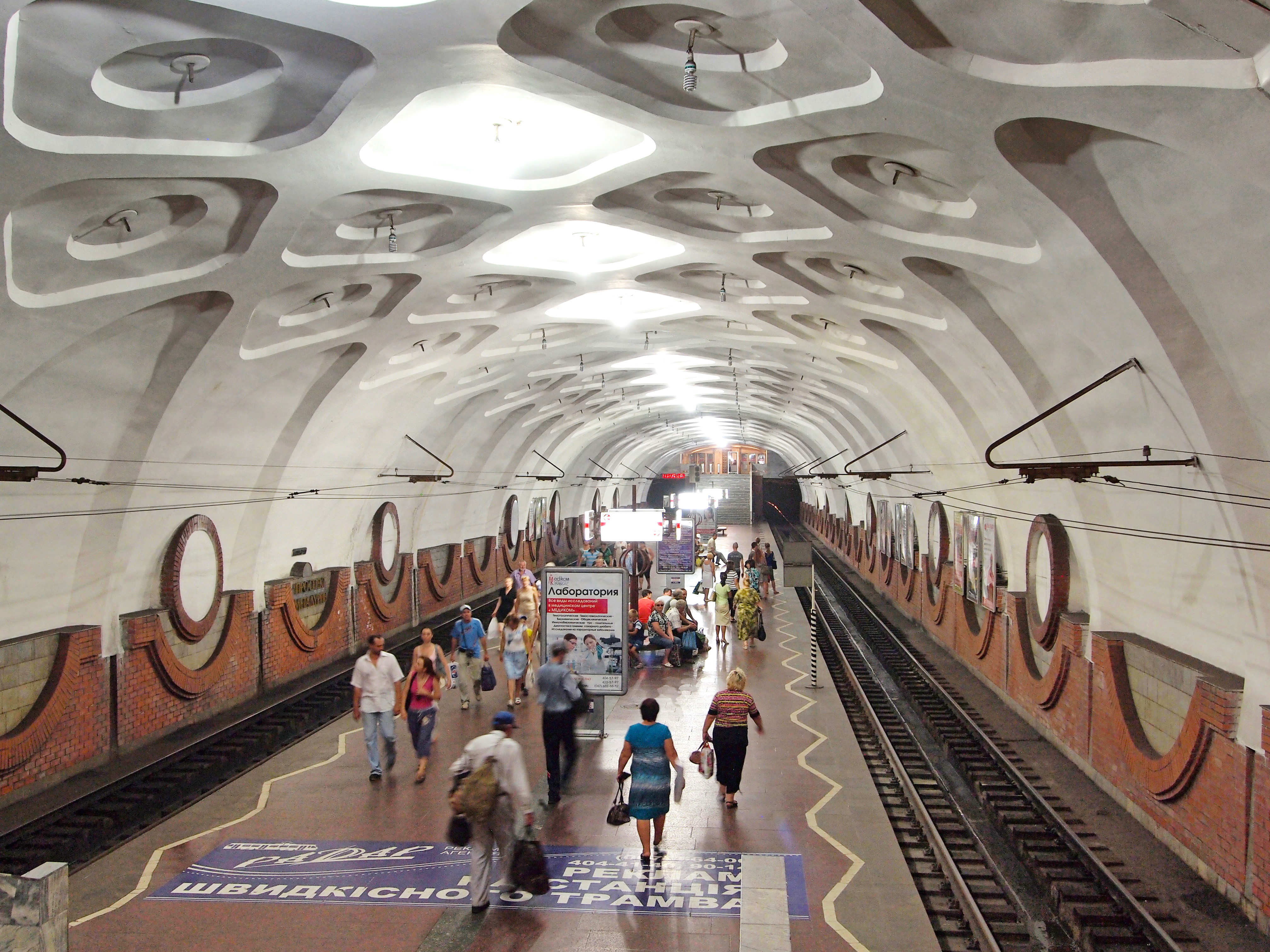
Станция «Проспект Металлургов»

Новую очередь соединили со старой так, что пришлось ввести новую ветку 2М. Для того, чтобы попасть на новую линию, трамваи проходят мимо станции «Площадь Труда» (платформы для высадки и посадки пассажиров находятся по одну сторону кольца на расстоянии 30 м).
19 июня 2000 года открыта станция «Электрозаводская». Четвёртая станция третьей очереди — «Шерстопрядильная» не открыта и по сей день. Протяжённость трассы третьей очереди — 5,5 км, из них 1,5 км — туннели мелкого заложения. Таким образом, протяжённость линии метротрама составила 17,7 км, из них 6,8 км подземный участок. В третью очередь вошли три крытых наземных станции («Заречная», «Индустриальная» и недостроенная «Шерстопрядильная») и одна подземная — «Электрозаводская».
Ко дню города, 19 мая 2001 года, в девятистах метрах от станции «Солнечная» (ранее — «Октябрьская») введена в строй станция «Городская больница». Все станции скоростного трамвая являются архитектурным украшением районов, в которых они расположены.
Накануне дня города 25 мая 2012 года произошло торжественное открытие новой трамвайной линии. В районе бывшей станции «Кольцевая» на месте гейта была сооружена линия, позволяющая совершать выезд скоростного трамвая на линию городского трамвая и обратно. Скоростной трамвай пустили по линии городского трамвая до остановки «Кольцо АМКР» и тем самым добавили 4 станции.
В июле 2014 года оборудовали Wi-Fi, на первых трёх станциях «Площадь Артёма», «Дом Советов», «Проспект Металлургов».
C 24 августа 2015 года продлён маршрут трамвая от станции «Заречная» до ЮГОКа.
18—20 марта 2020 года скоростной трамвай был закрыт из-за пандемии COVID-19. После возобновления работы, до 22 мая, проезд был разрешён только по специальным пропускам.
С 1 мая 2021 года вступило в силу решение Криворожского городского совета о бесплатном проезде в городском коммунальном транспорте для жителей Кривого Рога при наличии «Карты криворожца».
27 апреля 2022 года на очередной сессии Криворожского горсовета было принято решение о введении бесплатного проезда в городском коммунальном транспорте для всех пассажиров.
Утром 8 января 2024 года российские войска в ходе своего вторжения на Украину нанесли очередной массированный ракетный удар по украинским городам. Одна из ракет, попавших по Кривому Рогу, разбила колею и контактную линию скоростного трамвая. Спустя два дня коммунальные службы города возобновили работу подземки.

### Хронология пусков
| Участок                     | Дата пуска      | Длина (км) | Количество станций | Комментарий                      |
| --------------------------- | --------------- | ---------- | ------------------ | -------------------------------- |
| Площадь Труда — Дзержинская | 29 декабря 1986 | 7,7        | 4                  | Без станции «Городская больница» |
| Дом Советов                 | 13 февраля 1988 | —          | 1                  | Челночное движение до станции    |
| Дзержинская — Кольцевая     | 2 мая 1989      | 4,5        | 2                  | Полноценное движение на линии    |
| Октябрьская — Заречная      | 26 октября 1999 | 5,5        | 2                  | Без станции Электрозаводская     |
| Электрозаводская            | 19 июня 2000    | —          | 1                  |                                  |
| Городская больница          | 19 мая 2001     | —          | 1                  |                                  |
| Кольцевая — Кольцо АМКР     | 25 мая 2012     |            | 4                  |                                  |
| Кольцевая — ЮГОК            | 24 августа 2015 |            | 15                 |                                  |
|                             | Всего           |            |                    |                                  |

### История переименований
| Старое название  | Годы        | Новое название   |
| ---------------- | ----------- | ---------------- |
| Октябрьская      | 1986—2007   | Имени Гутовского |
| Дзержинская      | 1986—2016   | Мудрёная         |
| Площадь Артёма   | 1986—2016   | Вечерний бульвар |
| Имени Гутовского | 2007—2016   | Солнечная        |
| Дом Советов      | 1988 — 2024 | Городской Совет  |

## Характеристика
Общая длина двух линий составляет почти 18 км, на них расположены 11 станций, из них под землёй — 7 км (40 %) и 4 подземные станции, 3 частично подземные станции (вестибюль, вход) и 2 эстакадные (надземные). Действуют 4 маршрута: «Кольцевая» — «Площадь Труда», «Кольцевая» — «Заречная», «Заречная» — НКГОК, «Заречная» — ЮГОК. На линии два депо, расположенные вблизи станции «Площадь Труда» и остановки «Трампарк».
Интервал между поездами на станциях (кроме конечных) линии 1М: каждые 2—6 минут (в выходные: 2—7 мин.), в часы пик: 1—5 мин. На линии 2М интервалы несколько больше и составляют 1—12 минут на протяжении всего дня; это обусловлено меньшим количеством обслуживаемых маршрутов на линии, по той же причине увеличенные интервалы на конечных станциях линии 1М. Время работы: 4:45 — 00:15.

### Маршруты

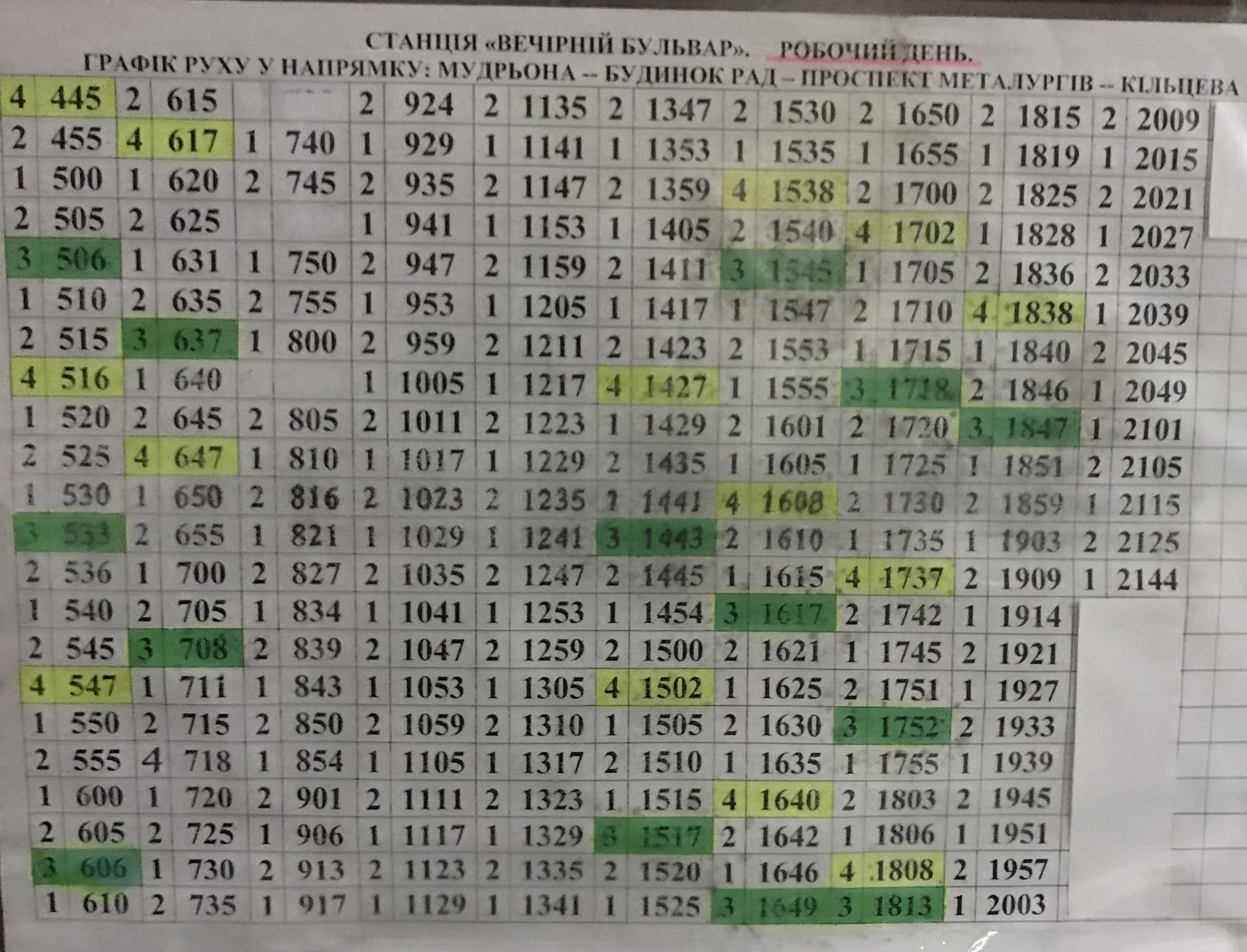
График прибытия поездов в рабочие дни на станции «Бульвар Вечерний» (в направлении ст. «Кольцевая»).
Маршруты: 1М, 2М 3М 4М

| Маршрут        | Конечные станции                                     | Введён в строй                  | Количество действующих станций (и остановок) | Длина (км) |
| -------------- | ---------------------------------------------------- | ------------------------------- | -------------------------------------------- | ---------- |
| 1М             | Площадь Труда — Кольцевая                            | 29.12.1986                      | 8                                            | 10,8       |
| 2М             | Заречная — Кольцевая                                 | 26.10.1999                      | 10                                           | 17         |
| 3М (гибридный) | Заречная — ул. Обогатительная (трамвайная остановка) | 25.05.2012 (продлен 16.02.2017) | 10 (28)                                      | 27,17      |
| 4М (гибридный) | Заречная — ЮГОК (трамвайная остановка)               | 20.08.2015                      | 10 (27)                                      | 27,4       |

### Станции
- «Кольцевая» (укр. Кільцева) — наземная, на разворотном кольце. Имеется пересадка на трамвайную остановку «Экономический институт» (укр. Економічний інститут), посредством перехода через подземный вестибюль станции
- «Проспект Металлургов» (укр. Проспект Металургів) — односводчатая мелкого заложения с островной платформой
- «Дом Советов» (укр. Будинок Рад) — односводчатая мелкого заложения с островной платформой
- «Мудрёная» (укр. Мудрьона) — односводчатая наземная с боковыми платформами
- «Вечерний бульвар» (укр. Вечірній бульвар) — колонная двухпролётная мелкого заложения с боковыми платформами
- «Городская больница» (укр. Міська лікарня) — наземная с навесами над боковыми платформами
- «Солнечная» (укр. Сонячна) — эстакадная односводчатая с боковыми платформами
- «Площадь Труда» (укр. Майдан Праці) — наземная, на разворотном кольце
- «Индустриальная» (укр. Індустріальна) — наземная однопролётная с боковыми платформами
- «ШПФ» (Шерстопрядильная фабрика) (укр. ВПФ (Вовнопрядильна фабрика)) (законсервирована в процессе строительства) — наземная односводчатая с боковыми платформами
- «Электрозаводская» (укр. Електрозаводська) — колонная двухпролётная мелкого заложения с боковыми платформами
- «Заречная» (укр. Зарічна) — эстакадная однопролётная с боковыми платформами

### Подвижной состав

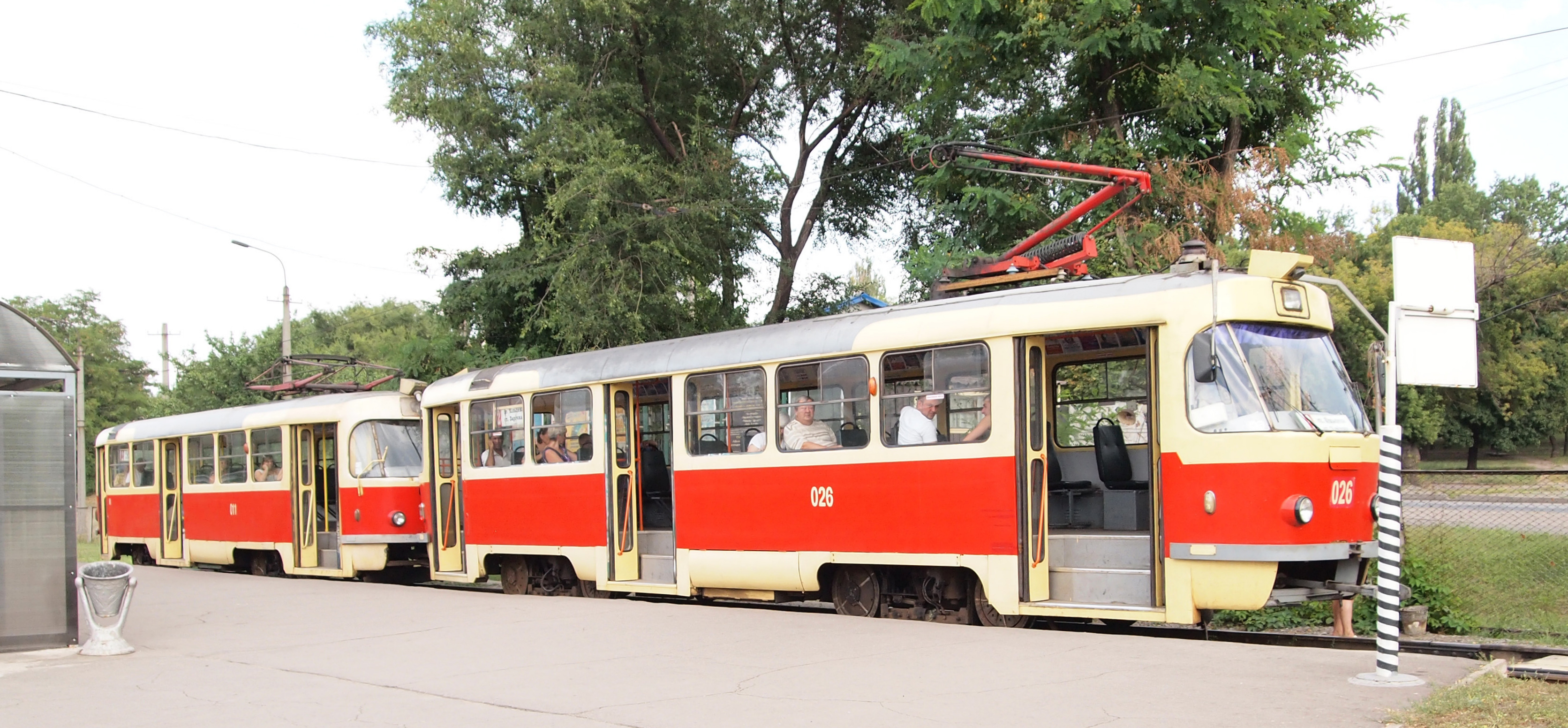
Tatra Т3SU, Кольцевая

По состоянию на 2024 год, на линиях Криворожского скоростного трамвая используются вагоны типов Tatra T3, Tatra Т3SU, Tatra Т3M, Tatra T3R.P, Tatra T3SUCS, T3UA, а также Tatra K3R-N.
Первая поставка Tatra Т3SU из 15 вагонов, которые были сцеплены в сцепки по два-три вагона, была произведена в 1986 году. В следующем году Кривой Рог получил ещё две партии трамваев. В первой партии было 15 вагонов, во второй — 20. Трамваи, прибывшие в Кривой Рог, ничем не отличались от аналогичных, поставляемых в тот же период в другие города.
Экономический кризис начала 1990-х годов отразился и на скоростном трамвае. Так, вместо закупки новых вагонов, были закуплены бывшие в употреблении вагоны из Запорожья и Праги. Пражские вагоны в отличие от запорожских прошли капитально-восстановительный ремонт в Чехии.
Вагоны типа Tatra Т3М не являются самостоятельной моделью, это всего лишь результат капитального ремонта вагонов Tatra Т3SU, проведённый в киевском Дарницком трамвайном депо. Первый вагон типа Tatra Т3M в Кривом Роге практически всё время простаивал в моечной в течение года, начиная с января 2004 года, изредка выезжая на обкатку.
В январе 2005 года на линии с пассажирами появилась сцепка № 064+065+066. Её внешняя светотехника значительно ярче по сравнению с головной оптикой других вагонов Т3. Основным отличием криворожских вагонов от таких же вагонов, эксплуатируемых в Киеве, является отсутствие проштамповки в передней и задней части кузова. В январе 2006 года введён в пассажирскую эксплуатацию аналогичный двухвагонник № 031+032, изготовленный из старых криворожских вагонов с теми же бортовыми номерами.
Также в Кривом Роге используются вагоны типа 71-611. Вагоны этой модели довольно оригинальны: пассажирские сидения в них развернуты внутрь вагона (как в вагонах метрополитена) — для большей вместимости; выпущено всего 13 штук, из них 11 находятся в Кривом Роге.
Вагоны № 201+202 прибыли в марте 2003 года. С 2003 по 2004 годы стояли без движения в депо, на приколе возле № 210 и снегоочистителя С-6. С 1 июня 2004 года вышли на линию 2М после годичного простоя.
1994 год ознаменовался прибытием трёхвагонника № 203+204+205. В 1995 году в депо прибыли № 206+207+208. В 1996 году депо получило последний усть-катавский состав данной модели № 209+210+211.
В 2000 году Кривой Рог заказал ещё два двухвагонных состава 71-611 с использованием элементной базы вагонов 71-611, но от оплаты отказался. Недостроенные вагоны были разобраны на заводе.
Сборка Tatra K3R-N происходила в цехе капитальных ремонтов Дарницкого трамвайного депо в Киеве. За характерный внешний вид сочленённый трамвай сразу же получил прозвище «Кобра».
Ещё до прохождения сертификации вагона КП «Криворожский скоростной трамвай» заказал «кобру» в 2004 году, но в связи с финансовыми проблемами заказчика трамвай изготовили к концу 2005 года, и уже в начале 2006 года все секции вагона поодиночке при помощи трейлера доставили в Кривой Рог. После успешной обкатки без пассажиров, трамвай закреплён под бортовым № 067 и приступил к регулярной пассажирской эксплуатации на маршруте № 2 29 августа 2006 года. 12 января 2014 года был расцеплен единственный в мире трёхвагонный трамвайный поезд Т3 № 059+060+061.
В декабре 2017 года был проведен капитальный ремонт вагону № 010.
В сентябре 2020 года впервые за долгое время на линию выехал состав из трёх вагонов Tatra T3, который по состоянию на 2022 год продолжает работать.
В качестве системы интервального регулирования движения подвижного состава, автоблокировки и сигнализации на линии скоростного трамвая используется разработанная под руководством Владимира Веклича в НИКТИ ГХ система.